# گورو موتسومی
گورو موتسومی (انگلیسی: Gorō Mutsumi; ۱۱ سپتامبر ۱۹۳۴ – ۱ ژانویهٔ ۲۰۲۱) بازیگر، و صداپیشه اهل ژاپن بود.
از فیلم‌ها یا برنامه‌های تلویزیونی که وی در آن نقش داشته‌است می‌توان به گل و مار اشاره کرد.